# Кристиан, Уильям (бандит)
Уильям Кристиан (англ. William Christian), также известный как «Блэк Джек» Кристиан (англ. Black Jack Christian), Эд Уильямс (англ. Ed Williams) и 202 (5 сентября 1871, Форт-Гриффин, Техас, США — 28 апреля 1897, Каньон Блэк Джека, Территория Аризона, США) — преступник, объявленный вне закона на Диком Западе; главарь банды High Fives, действовавшей в 1890-е годы на Территории Нью-Мексико, Территории Аризона, в Техасе и Мексике.

## High Fives Gang
Уильям Кристиан родился в Форт-Гриффине, штат Техас, в 1871 году, у него был старший брат Боб. О юности и ранних годах Блэк Джека известно очень мало. Они с братом переехали на юго-запад США в середине 1880-х, где занимались как законной, так и незаконной деятельностью, в том числе угоном скота. История преступной деятельности Блэк Джека начинается с конца 1880-х годов. Вначале он был известен под прозвищем «202» (фунта) из-за своего крупного телосложения, однако вскоре из-за вспыльчивости к нему приклеилась кличка «Блэк Джек».
В 1895 году братья Кристиан застрелили полицейского в Гатри, штат Оклахома, были арестованы и заключены в городскую тюрьму, откуда сбежали в том же году. После побега братья Кристиан организовали банду High Fives, действовавшую в основном на Территории Нью-Мексико. В разное время в неё входили ещё как минимум семь человек: Боб Хейс, братья Джордж «Уэст» и Ван Масгрейвы, Код Янг, Сид Мур, Джесс Уильямс и «Трехпалый» Джек Данлоп.

## Ограбление банка
К 1 августа 1896 года банда после очередного ограбления отсиживались в долине Сан-Педро к северу от Форт-Уачука, штат Аризона. Вместе с Эдом Робертсом, богатым ранчером и сообщником Масгрейва, они планировали ограбить Международный банк Ногалеса в Аризоне, расположенный недалеко от государственной границы. Робертс должен был договориться о снятии со счёта 10 000 долларов США наличными и векселями якобы для оплаты тарифов на ввоз мексиканского скота, а High Fives должна была похитить их из банка. Банк располагался в двухэтажном здании, в котором также находились продуктовые и скобяные магазины. 6 августа служащие банка подготовили наличные для Робертса, встреча должна была состояться в 13:00. Президент банка Джон Дессарт приказал достать деньги из хранилища и сложить их на прилавке.
Вскоре после полудня High Fives въехала в город по Морли-авеню. Блэк Джек, Джордж Масгрейв и Боб Хейс спешились у банка и вошли внутрь, Боб Кристиан и Код Янг остались снаружи, чтобы наблюдать за лошадьми. Внутри банка кассир майор Фред Эррера сидел за прилавком, а Джон Дессарт стоял за столом, работая с кассовыми остатками. Хейс и Блэк Джек взяли на прицел Дессарта и Эрреру и потребовали передать им деньги, Масгрейв прошёл за прилавок с мешком для добычи. Эррера передал пачки наличных через прилавок Дессарту, который наполнил мешок. Масгрейв через двойную дверь увидел четырёх мужчин, собравшихся в операционном зале банка; примерно в это же время майор А. О. Браммель вошёл в комнату кассира. Масгрейв схватил его и обезоружил, но это отвлекло Блэк Джека, который держал Дессарта на прицеле, и Дессарт выбежал на улицу. Блэк Джек выстрелил из винтовки и ранил Дессарта в голову, но президент банка успел крикнуть мимо проходящему Херри Льюису, что их грабят. Однако Блэк Джек, угрожая Льюису пистолетом, заставил его оставаться на месте и ничего не предпринимать. Масгрейв и Хейс отвлеклись на происходящее на улице и потеряли контроль над мужчинами в операционном и кассовом залах, Браммель и ещё четверо сбежали через заднюю дверь банка. Фред Эррера, воспользовавшись суматохой, достал из-под прилавка свой револьвер и выстрелил в Хейса и в Масгрейва, попав последнему в колено. Хейс выбежал через парадную дверь, Масгрейв отступил через помещение хозяйственного магазина, совмещённого с банком. Когда бандиты садились на лошадей, Фрэнк Кинг, заместитель таможенного инспектора, открыл огонь через улицу, ранив лошадей Масгрейва и Блэк Джека. Блэк Джек усадил раненного Масгрейва позади себя, лошадь Масгрейва без всадника следовала за ними.
Когда они проезжали мимо отеля «Монтесума», инспектор Министерства финансов по имени Бен Э. Хэмблтон схватил винтовку и сев на лошадь, бросился в погоню. Проезжая мимо здания Nogales Electric, Light, Ice and Water Company, банда была обстреляна двумя работниками компании. В конце города их обстреляли двое других жителей Ногалеса. «Следы от пуль испещрили большую часть центра Ногалеса», но погибли только животные: лошадь, убитая Блэк Джеком, и мул, застреленный майором Эррерой.
Диего Рамирес из Ногалеса утверждал, что банда ушла с 40 000 долларов, что по тем временам было баснословной суммой; однако Джонни Кларк, сын члена отряда, преследовавшего преступников до Каньона скелетов, заявил, что «никогда не было известно, ушли ли они с деньгами или без». Газеты Ногалеса, Аризона, и Ногалеса, Мексика, сообщили, что «ни цента не было потеряно».
Сразу за городом преступники двинулись на восток вверх по каньону Бек, где разделились. Блэк Джек и Масгрейв отправились на ранчо Эда Робертса, расположенное в верховьях реки Сан-Педро. Боб Кристиан, Боб Хейс и Код Янг пересекли границу с Сонором, недалеко от перевала Сан-Антонио в Патагонских горах. Их преследовал отряд из Ногалеса во главе с таможенным инспектором Сэмюэлем Ф. Уэббом, но несколько дней спустя, 8 августа, полицейские прекратили преследование, так как им пришлось повернуть назад из-за нехватки свежих лошадей.

## Конец банды
12 августа трое преступников, в том числе Боб Кристиан, были атакованы окружным отрядом у входа в Каньон скелетов. Преступники отбились от преследователей, убив помощника шерифа Фрэнка Робсона, и скрылись на Территории Нью-Мексико. Преследование продолжалось в течение долгого периода, поскольку Блэк Джек и Масгрейв, как и остальные трое, периодически объявлялись в разных местах. За живых или мёртвых преступников была обещана награда, и к окружному отряду присоединилось значительное количество «охотников за головами» (англ.  bounty hunter). Кроме того, маршал Соединённых Штатов на Территории Нью-Мексико получил помощь от сил Армии США, уже находившихся в этом районе в связи с войной против апачей в горах Пелонсильо. Однако поймать бандитов не удавалось ещё много месяцев.
28 апреля 1897 года окружной отряд помощников шерифа устроил засаду на High Fives в каньоне, который теперь носит название Каньон Блэк Джека. Блэк Джек Кристиан погиб в перестрелке, Боб Кристиан и Джордж Масгрейв скрылись. Фактически после этого банда братьев Кристиан прекратила своё существование.